# Klaus Förster
Klaus Förster (* 1933 in Schleswig; † 26. Januar 2009 in Bonn) war Steuerfahnder und später Steueranwalt. Bekannt wurde er durch die Aufdeckung des Flick-Parteispendenskandals.

## Leben
Förster entstammt einer Juristenfamilie. Nach dem Jurastudium wurde er Beamter in der nordrhein-westfälischen Finanzverwaltung.
Mitte der 1970er Jahre war Förster im Range eines Regierungsdirektors Leiter der Steuerfahndung beim Finanzamt Sankt Augustin. Ein Routinevorgang brachte ihn auf die Spur einer Parteispendenaffäre, die er hartnäckig verfolgte und die als Flick-Affäre bundesweit bekannt wurde: Die Patres des Missionshauses St. Augustin der Steyler Missionare hatten auf Anregung von Walter Löhr aus ihrem Ordenswerk Soverdia eine Geldwaschanlage gemacht. Einkommensstarke Bürger konnten dem Orden hohe Summen spenden und sich unter der Hand 80 Prozent davon zurückerstatten lassen. Sie bekamen Spendenquittungen, die sie steuermindernd einreichen konnten. Bei einer Hausdurchsuchung in der Steyler Mission fielen Förster auch Unterlagen des Flick-Konzerns in die Hände, nach denen auch dieser Konzern das Kloster ein Jahrzehnt lang als Geldwaschanlage benutzte. Insgesamt flossen 12,3 Millionen DM des Konzerns in die Kassen der Steyler Mission.
Die Ermittlungen Försters lösten alsbald Versuche seiner Vorgesetzten in der Finanzverwaltung aus, ihn von der Aufdeckung des Parteispendenskandals abzuhalten. Förster ermittelte jedoch weiter und führte auch in der Zentrale des Flick-Konzerns eine Hausdurchsuchung durch. Schließlich ergab sich, dass in den 1970er Jahren alle zu diesem Zeitpunkt im Bundestag vertretenen Parteien  unter Verletzung der geltenden Bestimmungen des Parteiengesetzes Spenden des Flick-Konzerns erhalten hatten, teilweise steuerverkürzend über als gemeinnützig eingestufte parteinahe Organisationen wie die Staatsbürgerliche Vereinigung.
Seine Hartnäckigkeit brachte Förster berufliche Nachteile ein. Er wurde an das Finanzamt Köln-Ost versetzt. Dagegen klagte er, vertreten durch Rechtsanwalt Otto Schily, schied jedoch 1983 aus dem Staatsdienst aus. Er arbeitete als Steueranwalt in Bonn.